# Complexe igné du Bushveld
Le complexe igné du Bushveld (CIB), en anglais Bushveld Igneous Complex, est une vaste intrusion magmatique stratifiée de la croûte terrestre. Elle s’est inclinée et a été érodée et, aujourd'hui, elle affleure au bord d'un bassin géologique, le bassin du Transvaal. Située dans le nord de l'Afrique du Sud, la formation contient quelques-uns des plus riches gisements minéraux de la planète quant aux métaux du groupe du platine — platine, palladium, osmium, iridium, rhodium et ruthénium — ainsi que de grandes quantités de fer, étain, chrome, titane et vanadium.
Du gabbro et de la norite sont aussi extraits à usage de pierres de taille. Le site a été découvert vers 1897 par Gustaaf Molengraaff.

## Origine

En noir, complexe igné du Bushveld.

Le CIB est une zone en forme de poire située au centre du Transvaal. Elle est divisée en trois lobes, un lobe oriental et un occidental ainsi qu'une extension septentrionale. Les trois lobes se sont formés à la même période, il y a environ deux milliards d'années et sont remarquablement similaires.
Une grande quantité de roches en fusion, provenant du manteau terrestre, a été amenée à la surface par de longues fissures verticales dans la croûte terrestre, créant l'intrusion appelée « complexe igné du Bushveld ». Cette intrusion précède sans doute de 30 millions d'années la formation du dôme de Vredefort, situé à 200 km au sud,. Le centre géographique du complexe est au nord de Pretoria par 25° sud et 29° est. Sa surface est de 66 000 km2, à peu près la surface du Sri Lanka.
L'extrusion de roches fondues au fil du temps, combinée au fait que les minéraux cristallisent à des températures différentes, ont créé une structure stratifiée de différentes couches rocheuses comprenant trois couches riches en minéraux du groupe du platine, les filons. Une grande partie de la zone centrale est couverte de roches plus jeunes.
L'extrusion s'est faite sur un sill doléritique ancien, dont des affleurements sont visibles sur le côté sud-est du complexe. Ils sont typiquement verdâtres et composés de clinopyroxène, dégradé en hornblende et plagioclase ; ce sont les premières phases du complexe. Le complexe comprend des couches d'intrusions mafique (la Rustenburg Layered Suite) et une phase felsique.
L'épaisseur du complexe varie, elle atteint 9 km à certains endroits. La lithologie montre de la péridotite ultramafique, de la chromitite, de l'harzburgite et de la bronzite dans la partie inférieure ; vers le haut, on trouve de la norite mafique, de l'anorthosite et du gabbro. La Rustenburg Layered Suite mafique est suivie par une phase felsique, la Lebowa Granite Suite.
Les gisements du complexe comprennent le filon UG2 (Upper Group 2) contenant jusqu'à 43,5 % de chromite et des filons de platine (le Merensky Reef, filon de Merensky et le Plat Reef). Le Merensky Reef varie en épaisseur de 30 à 90 cm. Il est composé de norite et de chromitite ainsi que de couches de sulfure contenant le minerai.
Les gisements contiennent en moyenne 10 ppm de métaux du groupe du platine dans de la pyrrhotite, de la pentlandite et de la pyrite. Le filon de Merensky contient environ 90 % des réserves connues de métaux du groupe du platine. 80 % du platine et 20 % du palladium extraits chaque année proviennent de cet endroit.

## Galerie

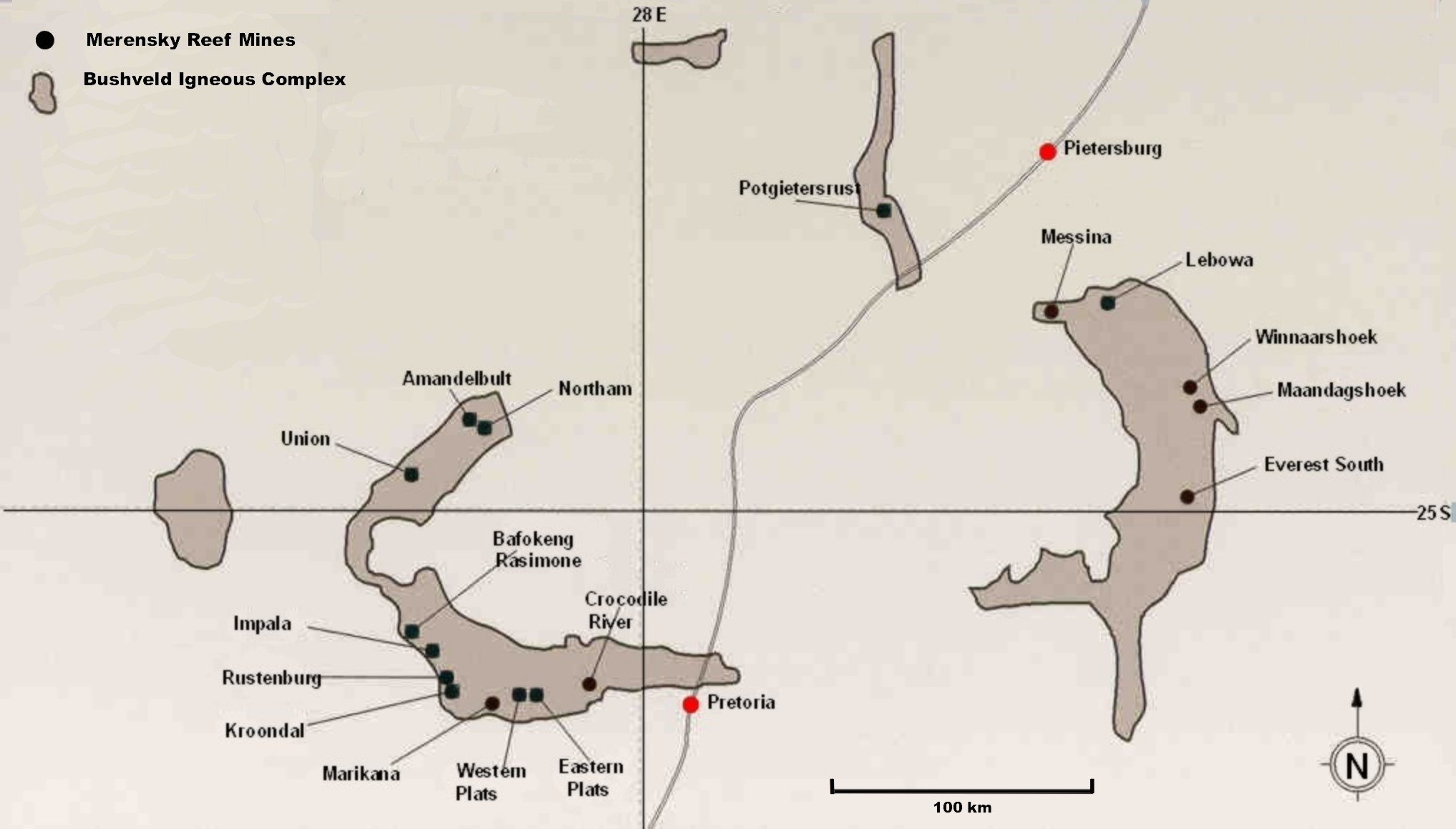
Mines du complexe igné du bushveld.
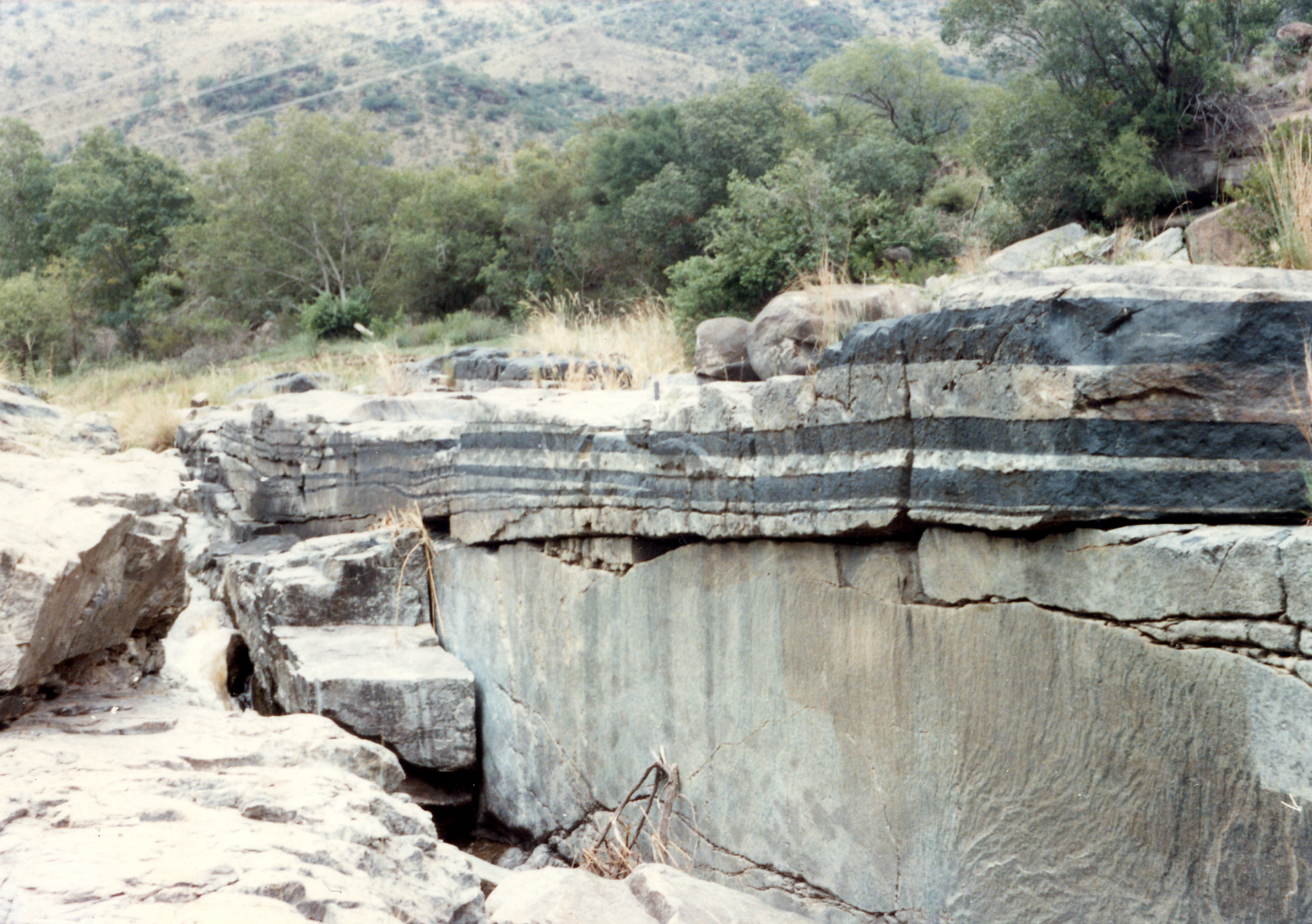
Chromitite (noir) et Anorthosite (gris clair), intrusions stratifiées dans la zone UG1 du CIB, affleurement de la rivière Mononono près de Steelpoort.
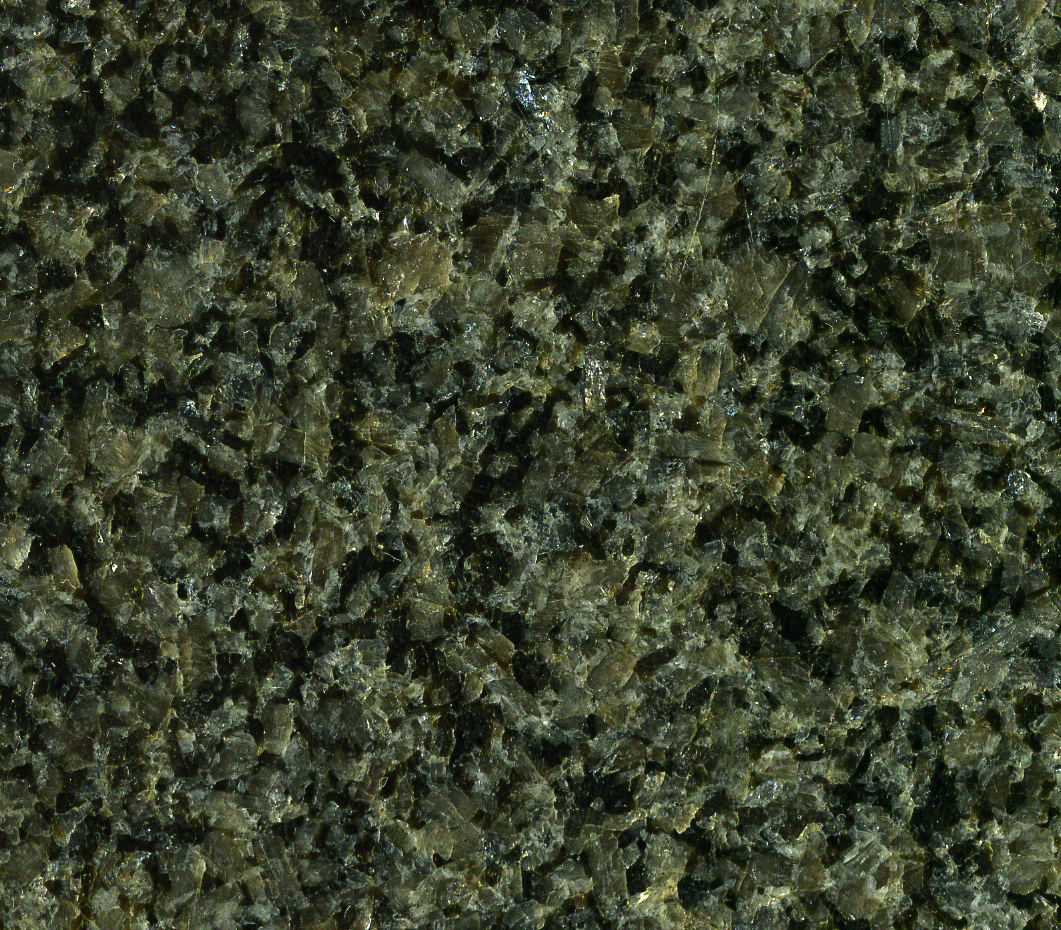
Dalle polie de gabbro-norite, vendue sous l’appellation de « granite noir impala », extraite du CIB. Elle est composée essentiellement de feldspath grisâtre et de pyroxène noir. La carrière se situe au nord de la ville de Rustenburg.
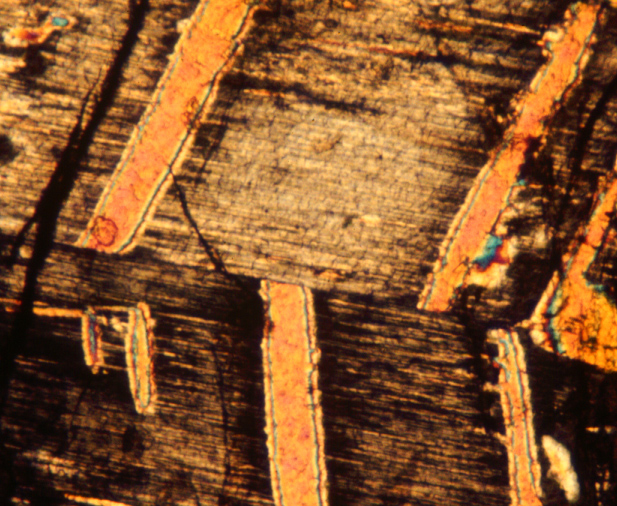
Vue au microscope à lumière polarisée d'une coupe mince d'un grain d'orthopyroxene contenant une solution solide d'augite (0,5 mm).